# Apanteles valvatus
Apanteles valvatus är en stekelart som beskrevs av De Saeger 1944. Apanteles valvatus ingår i släktet Apanteles och familjen bracksteklar. Utöver nominatformen finns också underarten A. v. rwindicus.